# Pomatorhinus mcclellandi
La cimitarra moteada (Pomatorhinus mcclellandi. Austen, 1873) es una especie de ave paseriforme de la familia Timaliidae endémica de las montañas del noreste del subcontinente indio.

## Distribución y hábitat
Se encuentra en el Himalaya oriental y las montañas del oeste de Birmania. Su hábitat natural son los bosques húmedos de montaña subtropicales.